# John Huxtable Elliott
Sir John Huxtable Elliott (* 23. Juni 1930 in Reading, Berkshire; † 10. März 2022 in Oxford, Oxfordshire) war ein britischer Historiker, der sich mit dem 16. bis 18. Jahrhundert insbesondere in Spanien und dessen Kolonialreich in Lateinamerika befasste.

## Werdegang
John Elliott besuchte das Eton College und studierte Geschichte am Trinity College der Universität Cambridge, unter anderem bei Steven Runciman und Herbert Butterfield, der seine Promotion betreute. Er beschloss, sich auf spanische Geschichte der frühen Neuzeit zu konzentrieren und knüpfte während seiner Arbeit über den katalanischen Aufstand von 1640 Kontakte zu katalanischen Historikern wie Jaume Vices Vivens. Außerdem war er von der Annales-Schule und insbesondere Fernand Braudel beeinflusst, den er in Paris besuchte, was ihn auch zur Beschäftigung mit Wirtschafts- und Finanzgeschichte brachte, speziell dem wirtschaftlichen Abstieg Spaniens in der frühen Neuzeit und den dort dagegen ergriffenen Maßnahmen (z. B. Arbitrismus). Von 1957 bis 1967 war er Lecturer in Cambridge und 1968 bis 1973 Professor am King’s College London. Von 1973 bis 1990 war er Professor am Institute for Advanced Study und danach bis zu seiner Emeritierung 1997 Regius Professor of History in Oxford.
Elliott galt in England als Pionier und anerkannte Autorität für die Beschäftigung mit dem Spanien der frühen Neuzeit, war ein Vertreter vergleichender Geschichtswissenschaft und schrieb eine Biographie von Olivares, für die er den Wolfson History Prize erhielt, und ein Buch, in dem er diesen mit Kardinal Richelieu verglich. Er befasste sich auch mit Kunstgeschichte.
John Elliott starb am 10. März 2022 in Oxford nach einer Lungenentzündung.

## Auszeichnungen und Ehrungen
1999 erhielt er den Balzan-Preis und den Creu-de-Sant-Jordi-Preis und 1996 den Prinz-von-Asturien-Preis.
1972 wurde er Fellow der British Association. John Elliott war Ehren-Fellow des Oriel College in Oxford und des Trinity College in Cambridge und hatte eine Ehrenprofessur und einen Ehrendoktor der University of Warwick. Er war Fellow und Mitgründer des Rothermere American Institute der Universität Oxford. Elliot wurde 1972 in die British Academy, 1977 in die American Academy of Arts and Sciences, 1982 in die American Philosophical Society und 1990 in die Academia Europaea gewählt.

## Schriften (Auswahl)
- Imperial Spain. 1469–1716. Arnold, London 1963.
- The revolt of the Catalans. A study in the decline of Spain. (1598–1640). Cambridge University Press, Cambridge u. a. 1963.
- Europe divided 1559–1598. Collins, London 1968.
- The Old World and the New. 1492–1650 (= Wiles Lectures given at the Queen’s University Belfast. 1969). Cambridge University Press, Cambridge u. a. 1970, ISBN 0-521-07937-3.
- mit Jonathan Brown: A palace for a king. The Buen Retiro and the court of Philip IV. Yale University Press, New Haven CT u. a. 1980, ISBN 0-300-02507-6.
- The Count-Duke of Olivares. The statesman in an age of decline. Yale University Press, New Haven CT u. a. 1986, ISBN 0-300-03390-7.
- Richelieu and Olivares. Cambridge University Press, Cambridge u. a. 1984, ISBN 0-521-26205-4 (erhielt den Leon Gershoy Award der American Historical Association).
- Spain and its world. 1500–1700. Selected Essays. Yale University Press, New Haven CT u. a. 1989, ISBN 0-300-04217-5.
- Empires of the Atlantic World. Britain and Spain in America, 1492–1830. Yale University Press, New Haven CT u. a. 2006, ISBN 0-300-11431-1 (erhielt 2007 den Francis Parkman Prize).
- Spain, Europe & the wider world. 1500–1800. Yale University Press, New Haven CT u. a. 2009, ISBN 978-0-300-14537-3.
- History in the making. Yale University Press, New Haven CT u. a. 2012, ISBN 978-0-300-18638-3.
- Scots and Catalans: Union and Disunion. Yale University Press, New Haven 2018, ISBN 978-0-300-23495-4.